# Raúl Armando Savoy
Raúl Armando Savoy (San Antonio de Areco, 11 de noviembre de 1940-Ciudad de Buenos Aires, 9 de diciembre de 2003) fue un futbolista argentino que se desempeñaba en la posición de delantero y su primer club fue Chacarita Juniors.
Logró consagrarse campeón con Independiente de Avellaneda y Boca Juniors. Se retiró en el fútbol estadounidense en el año 1973.

## Carrera

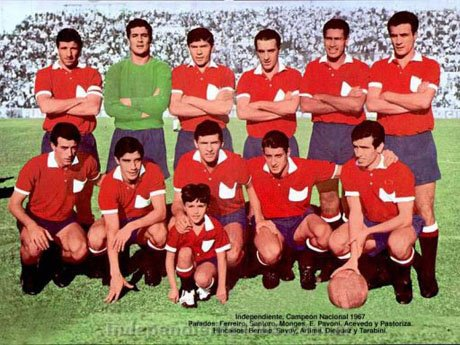
Independiente campeón del campeonato argentino de 1967: Ferreiro, Santoro, Monges, Pavoni, Acevedo y Pastoriza; Bernao, Savoy, Artime, Diéguez y Tarabini.

Comenzó su carrera en 1959 jugando para Chacarita Juniors. Jugó para el club hasta 1962. En 1963 formó parte del plantel de Independiente, compartiendo plantel con glorias del club como Miguel Ángel Santoro, Osvaldo Mura, Raúl Bernao y Mario Rodríguez, entre otros. 
El equipo se consagró campeón del Torneo Nacional en 1967. Se mantuvo en la institución de Avellaneda hasta el año 1968.
En 1969 se unió a las filas de Boca Juniors en donde se consagró campeón un total de tres veces. Jugó en el club hasta el año 1971. En 1972 se trasladó a Uruguay para unirse a las filas del Liverpool hasta 1973. Ese mismo año trasladó a Estados Unidos para jugar en los Miami Toros, en donde se retiró del fútbol.

## Fallecimiento
Falleció a los 63 años debido a una muy larga enfermedad.

## Clubes
| Club              | País           | Año       |
| ----------------- | -------------- | --------- |
| Chacarita Juniors | Argentina      | 1959-1962 |
| Independiente     | Argentina      | 1963-1968 |
| Boca Juniors      | Argentina      | 1969-1971 |
| Liverpool         | Uruguay        | 1972-1973 |
| Miami Toros       | Estados Unidos | 1973      |

## Palmarés

### Campeonatos nacionales
| Título           | Club          | País      | Año    |
| ---------------- | ------------- | --------- | ------ |
| Primera División | Independiente | Argentina | N-1967 |
| Copa Argentina   | Boca Juniors  | Argentina | 1969   |
| Primera División | Boca Juniors  | Argentina | N-1969 |
| Primera División | Boca Juniors  | Argentina | N-1970 |

### Campeonatos internacionales
| Título            | Club          | Sede       | Año  |
| ----------------- | ------------- | ---------- | ---- |
| Copa Libertadores | Independiente | Avellaneda | 1964 |
| Copa Libertadores | Independiente | Santiago   | 1965 |